# ولنات اسپرینگز (تگزاس)
ولنات اسپرینگز، تگزاس (به انگلیسی: Walnut Springs, Texas) یک شهر در ایالات متحده آمریکا با جمعیت ۸۲۷ نفر است که در تگزاس واقع شده‌است.

## موقعیت جغرافیایی
موقعیت جغرافیایی شهرها و مناطق اطراف به شرح زیر است:

## نگارخانه

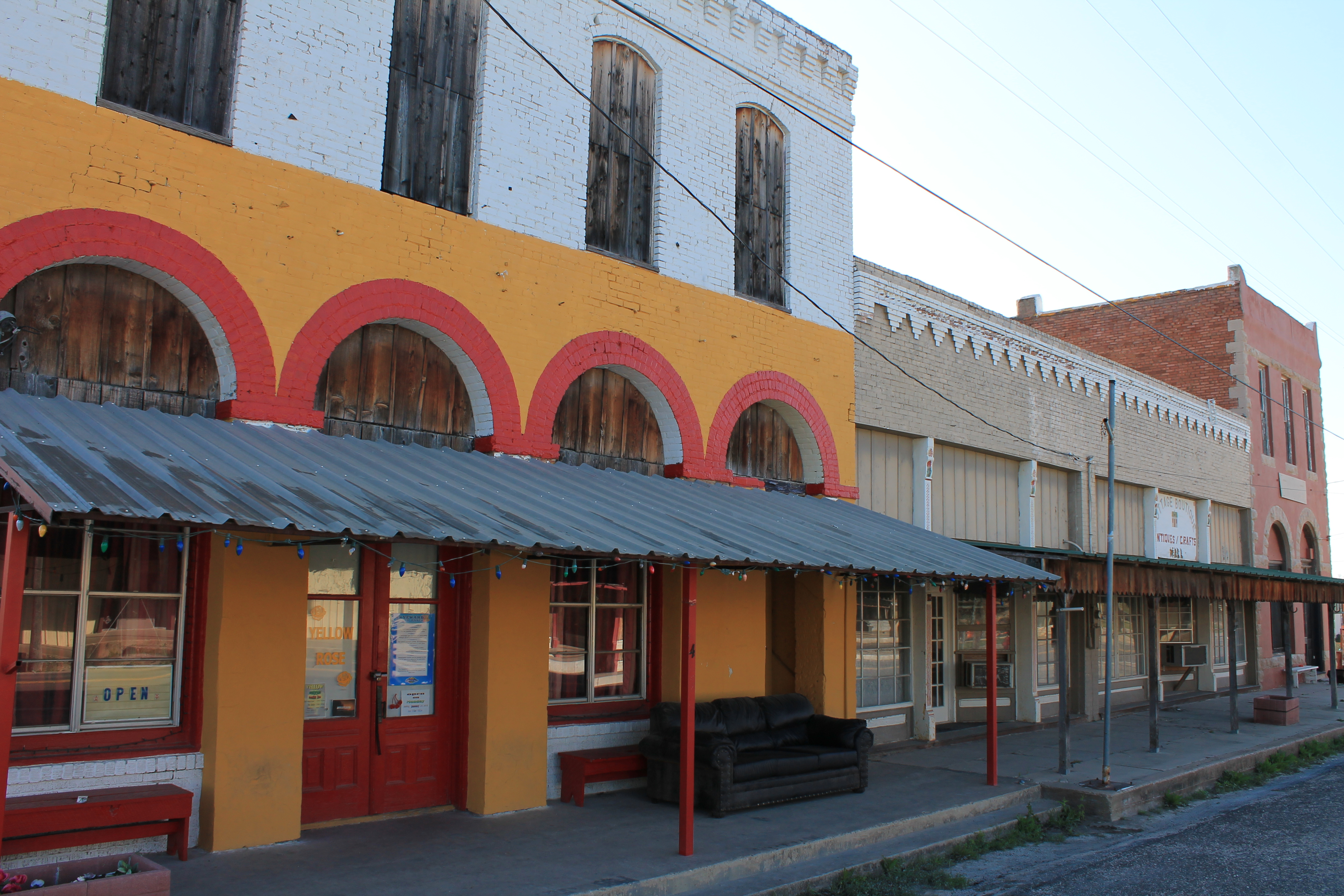
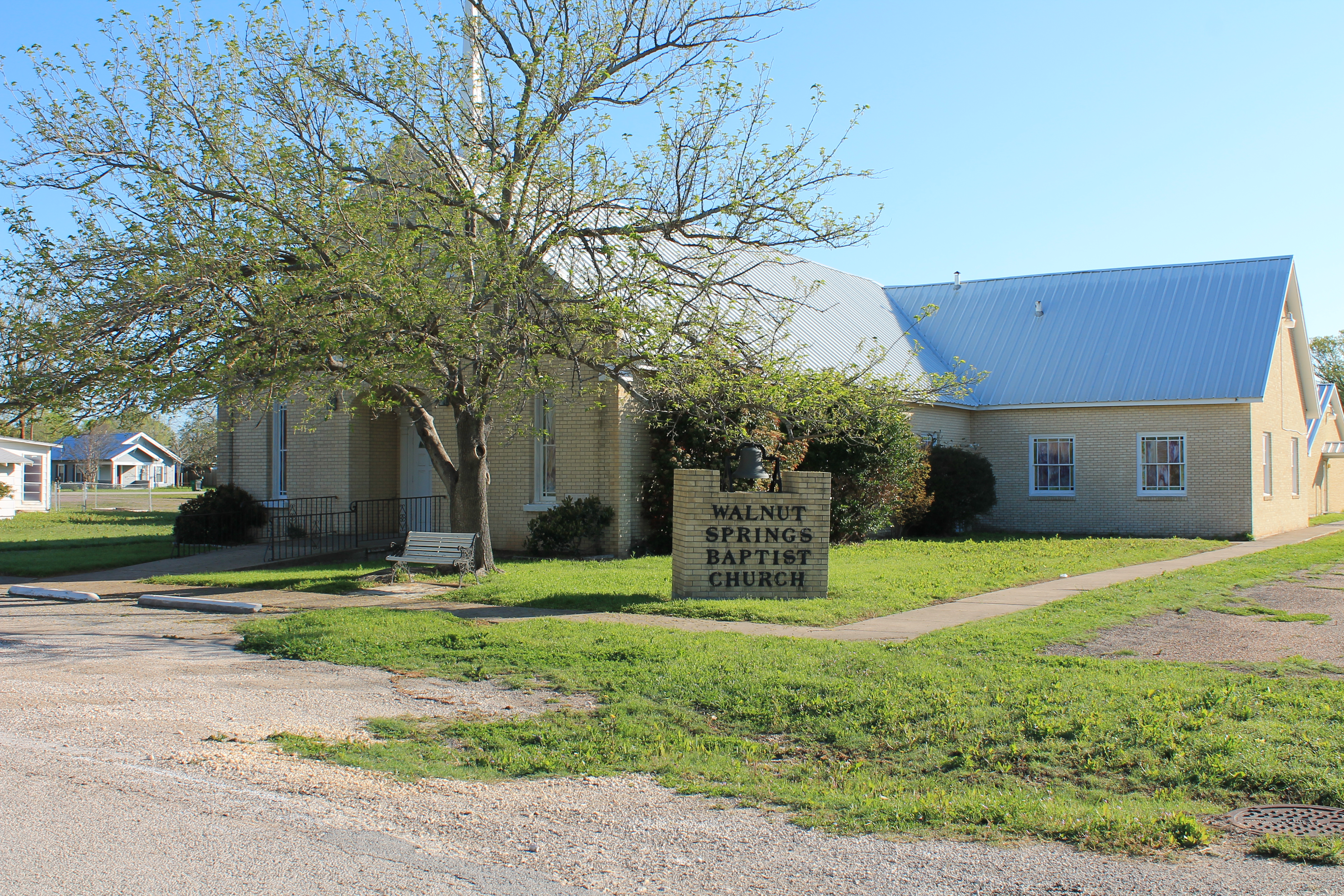
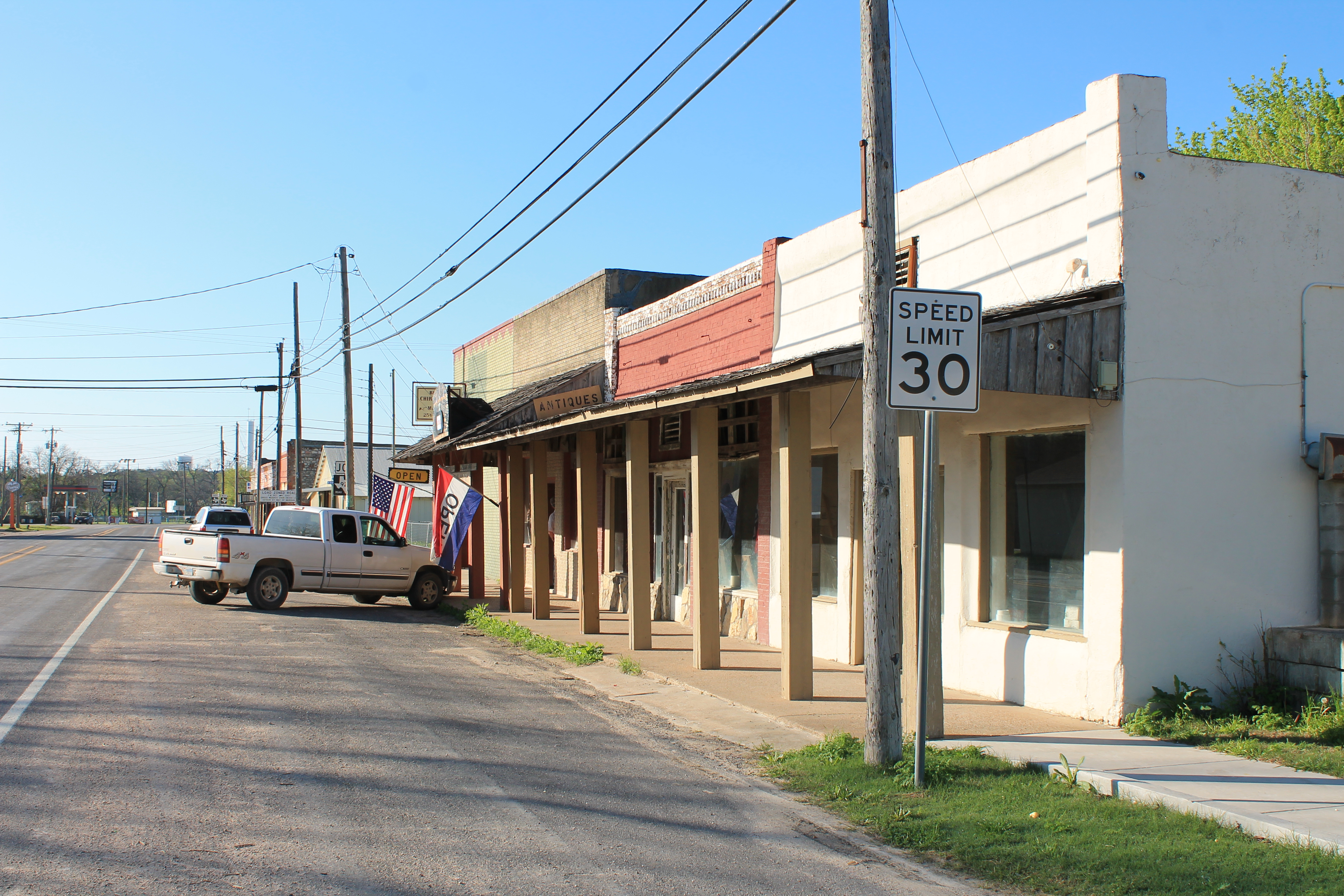
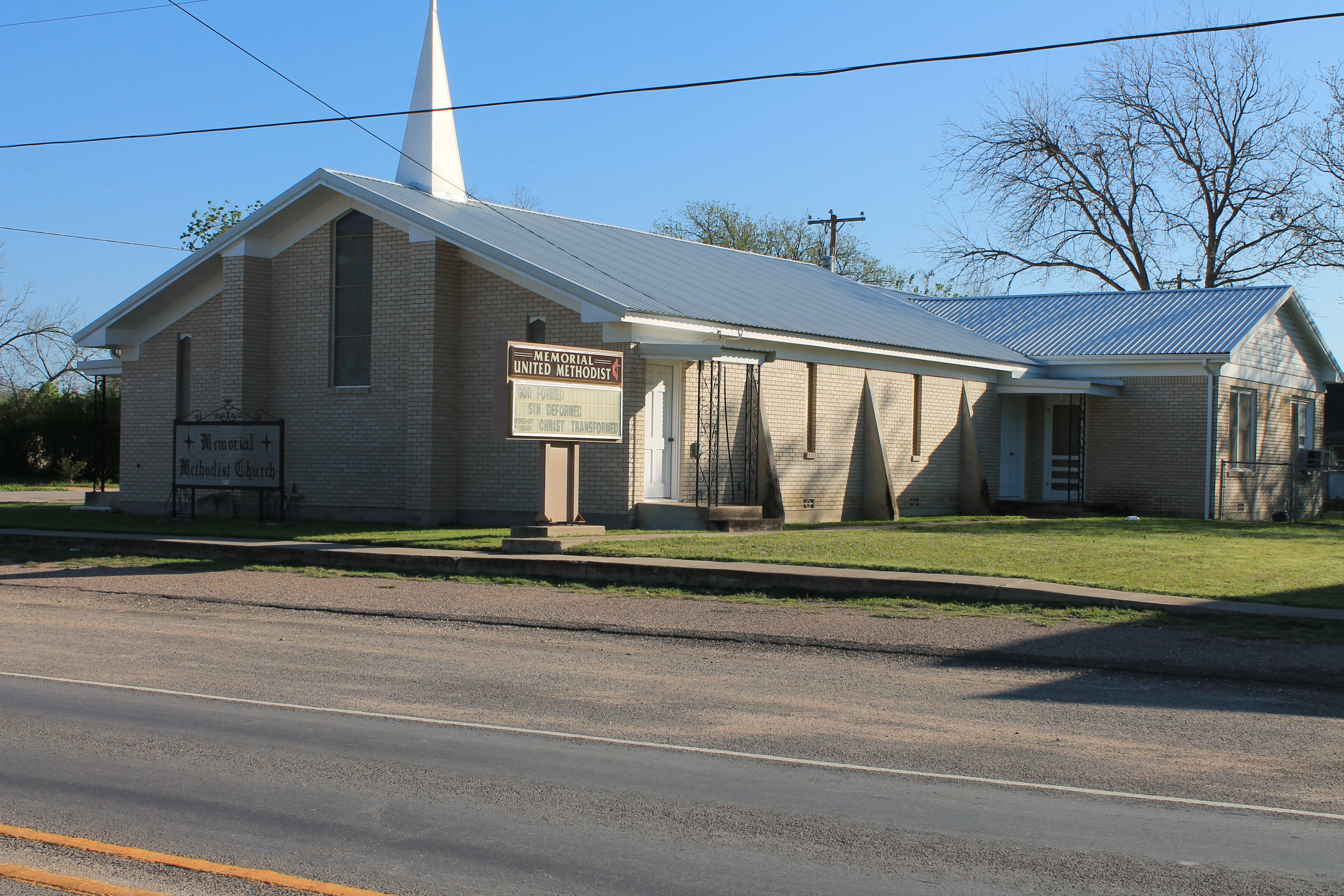